# 1481
1481 (MCDLXXXI) je bilo navadno leto, ki se je po julijanskem koledarju začelo na ponedeljek.

## Dogodki
- 1. januar

## Rojstva
- 1. julij - Kristijan II. Danski, kralj Danske, Švedske in Norveške († 1559)

## Smrti
- 3. maj - Mehmed II. Osvajalec (+ 1432)

Neznan datum
- Ahmed bin Kučuk, kan Velike horde (* ni znano)
- Ikju Sodžun, japonski zen budistični menih, pesnik in mojster čajnega obreda (* 1394)